# Comuna de Pilchowice
Pilchowice (polaco: Gmina Pilchowice) é uma gminy (comuna) na Polónia, na voivodia da Silésia e no condado de Gliwice. A sede do condado é a cidade de Pilchowice.
De acordo com os censos de 2004, a comuna tem 10 137 habitantes, com uma densidade 150,20 hab/km².

## Área
Estende-se por uma área de 67,51 km², incluindo:
- área agrícola: 49%
- área florestal: 41%

## Demografia
Dados de 30 de Junho 2004:
|                      | Total   | Total | Mulheres | Mulheres | Homens  | Homens |
| -------------------- | ------- | ----- | -------- | -------- | ------- | ------ |
|                      | pessoas | %     | pessoas  | %        | pessoas | %      |
| População            | 10 137  | 100   | 5212     | 51,4     | 4925    | 48,6   |
| Densidade (pop./km²) | 150,2   | 100   | 77,2     | 77,2     | 73      | 73     |

De acordo com dados de 2002, o rendimento médio per capita ascendia a 1266,28 zł.